# ARM Cortex-A720
L'ARM Cortex-A720 és un model de nucli de CPU d'Arm presentat a TCS23, serveix com a successor del nucli de CPU ARM Cortex-A715, la sèrie de nuclis de CPU Cortex-A700 se centra generalment en un alt rendiment i eficiència, el nucli de la CPU es pot emparellar amb altres nuclis en la seva família com ARM Cortex-X4 o/i ARM Cortex-A520. Es pot utilitzar com a " gran " o " PETIT ".

## Canvis d'arquitectura en comparació ambARM Cortex-A715
- Millora del rendiment màxim del 15% respecte al Cortex-A715
- Pot baixar a la mateixa mida que el Cortex-A78 amb una millora del rendiment del 10%.
- Baixa la latència d'accés de la memòria cau L2 a 9 cicles (de 10 cicles)
- Baixa la latència de predicció errònia a 11 cicles (de 12 cicles)
- x2 Ample de banda L2
- Configuració d'optimització d'àrea sense cost d'àrea en comparació amb A78
- DSU-120
  - Fins a 14 nuclis (a partir de 12 nuclis)
  - Fins a 32 MiB de memòria cau L3 compartida (augment de 16 MiB)
- Actualització a ARMv9.2

## Comparació d'arquitectura
| uArch                         | Cortex-A78        | Cortex-A710       | Cortex-A715     | Cortex-A720     |
| ----------------------------- | ----------------- | ----------------- | --------------- | --------------- |
| Velocitat màxima del rellotge | ~3,0 GHz          | ~3,0 GHz          | ~3,0 GHz        | ~3,0 GHz        |
| Ample de descodificació       | 4                 | 4                 | 5               | 5               |
| Despatx                       | 6/cicle           | 5/cicle           | 5/cicle         | ?               |
| Màxim en vol                  | 160               | ?                 | 192+            | ?               |
| L0 (entrades de fregona)      | 1536              | 1536              | 0               | 0               |
| L1-I + L1-D                   | 32/64+32/64 KiB   | 32/64+32/64 KiB   | 32/64+32/64 KiB | 32/64+32/64 KiB |
| L2                            | 128–512 KiB       | 128–512 KiB       | 128–512 KiB     | 128–512 KiB     |
| L3                            | 0-8 MiB           | 0–16 MiB          | 0–16 MiB        | 0-32 MiB        |
| AArch                         | 32 bits i 64 bits | 32 bits i 64 bits | 64 bits         | 64 bits         |
| Arquitectura                  | ARMv8.2-A         | ARMv9.0-A         | ARMv9.0-A       | ARMv9.2-A       |